# Friuli Isonzo Rosso frizzante
Il Friuli Isonzo rosso frizzante è un vino DOC la cui produzione è consentita nella provincia di Gorizia.

## Caratteristiche organolettiche
- colore: rosso vivace, rubino
- odore: leggermente erbaceo
- sapore: asciutto o amabile, di corpo, pieno, armonico, tranquillo.

## Produzione
Provincia, stagione, volume in ettolitri
- nessun dato disponibile